# 이터널 모닝
이터널 모닝(영어: Eternal Morning)는 대한민국의 남성 프로듀서 2인조 그룹이다. "Eternal Morning"는 영원한 아침이라는 뜻을 지니고 있다. 멤버로는 타블로, Pe2ny가 있다.

## 구성원
- 타블로 (Tablo a.k.a. Supreme T) - 리더, 프로듀서, 작곡[1]
- Pe2ny - 프로듀서, 작곡, 엔지니어[1]

## 음반
- 2007년 Eternal Morning: Sound Track To A Lost Film